# Застрање
Застрање (словен. Zastranje) је насељено место у општини Шмарје при Јелшах, Савињска регија, Словенија.

## Историја
До територијалне реорганизације у Словенији било је у саставу старе општине Шмарје при Јелшах.

## Становништво
У попису становништва из 2011. године, Застрање је имало 26 становника.
| Број становника према пописима | Број становника према пописима | Број становника према пописима |
| ------------------------------ | ------------------------------ | ------------------------------ |
| 1991                           | 2002                           | 2011                           |
| 55                             | 27                             | 26                             |

Напомена: Године 1995. умањено за део насеља који је припојен насељу Шмарје при Јелшах. Године 2015. и 2017. извршене су мање размене територија између насеља Шмарје при Јелшах и Застрање.